# Pobrzeże (województwo lubuskie)
Pobrzeże (niem. Wald Vorwerk) – osada w Polsce położona w województwie lubuskim, w powiecie świebodzińskim, w gminie Lubrza. 
Od 2004 na terenie osady i w jej pobliżu funkcjonuje Zagrodowa Hodowla Zwierzyny Łownej zarządzana przez Lasy Państwowe Nadleśnictwo Świebodzin. Prowadzona jest tam hodowla zajęcy, kuropatw oraz danieli w celu odtworzenia ich populacji w naturalnym środowisku. 